# Храм Тяньнин
Храм Тяньнин (Пекин) (кит. упр. 北京天宁寺, пиньинь beijing tianning si, палл. Бэйцзин Тяньнин сы) — буддийский храм в районе Сичэн, Пекин, КНР. В храме стоит Пагода храма Тяньнин, построенная в 12-м веке. Возведённая при киданьской династии Ляо в 1100—1119/1120 годах, пагода была достроена незадолго до падения этой династии. Это 13-этажное строение, 57,8 м (189 фт) высотой, на восьмиугольном основании, обычном в китайских пагодах, сделанном из камня и кирпича. Пагода имитирует стиль старинных деревянных пагод, отличающихся деревянным доугуном (декоративное крепление балок). Она стоит на широкой платформе, которая олицетворяет гору Сумеру. Пагода имеет веранду с перилами, хотя они декоративные. Стоит отметить декоративные порталы и изображения буддийских небесных стражей (Локапала), выполненных в китайском стиле. Дизайн пагоды вдохновил строителей эпохи Мин на постройку Пагоды храма Цышоу в 1576 году.

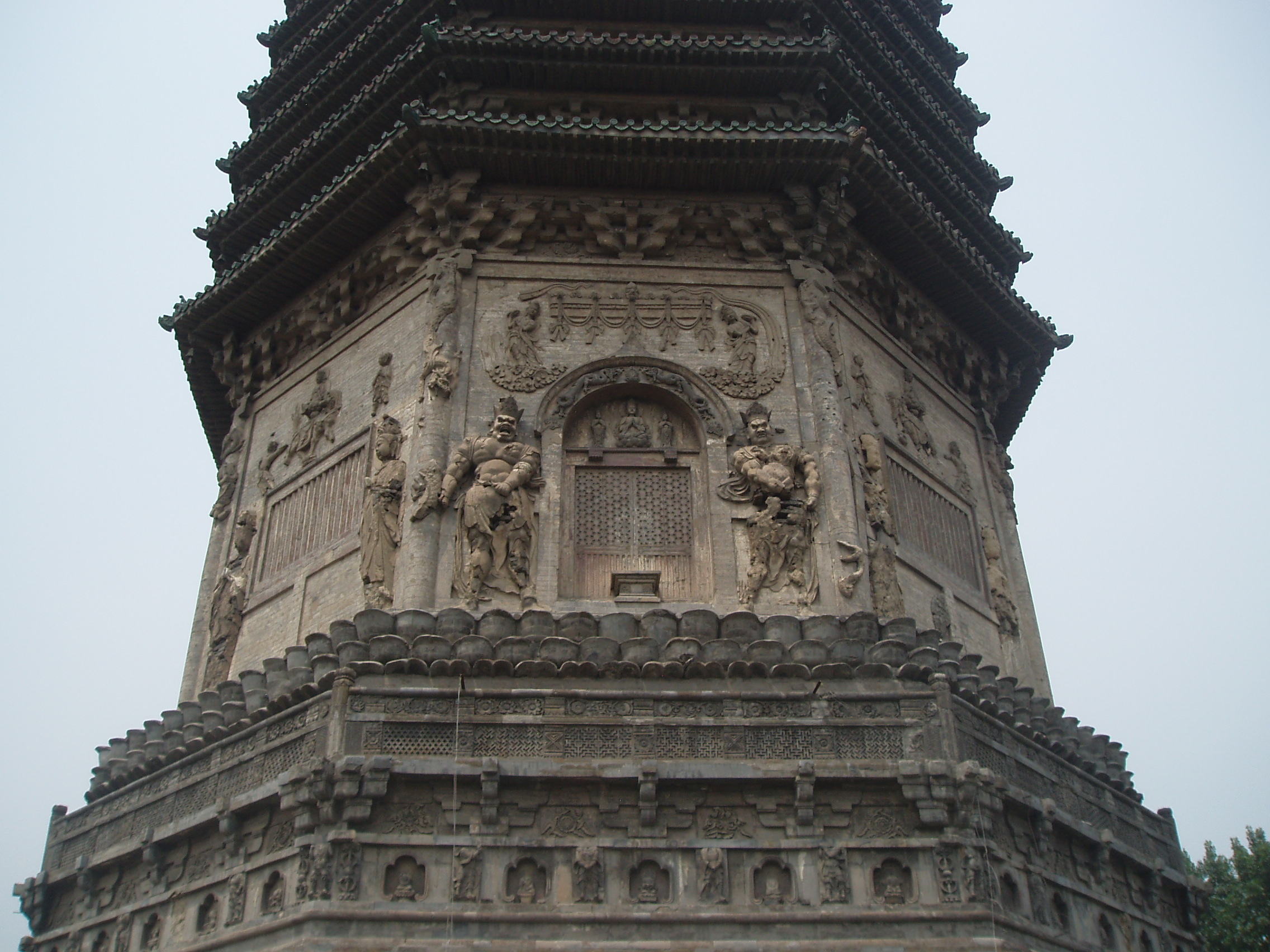
Резные рельефы

Пагода отлично сохранилась с XII века, но землетрясение 1976 года уничтожило шпиль пагоды. Сейчас шпиль отремонтировали. Храм перестраивали и ремонтировали при Мин и Цин. Историк архитектуры Лян Сычэн (1901—1972) — основоположник изучения древнекитайской деревянной архитектуры называл пагоду храма Тяньнин чистым примером средневековой китайской архитектуры.

## Храм
Храм на этом месте был построен при Бэй Вэй. Известно, что он существовал при Суй и Тан. При киданьской Ляо храм был перестроен и была возведена знаменитая пагода. Во второй четверти XV века Минский император Сяо Вэнь-ди переименовал храм в Тяньнин. Во времена Цин храм перестраивался, добавлены ворота и несколько строений. В декабре 2004 начался капитальный ремонт храма.

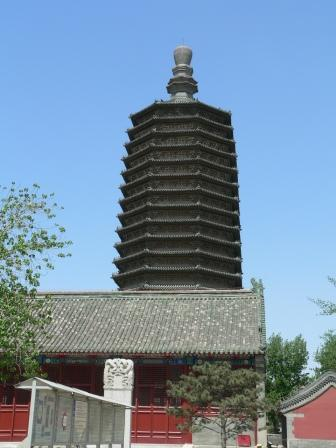
Пагода на фоне храма